# Croix de Milly
La Croix de Milly est une croix de carrefour située rue de la Convention à La Courneuve en Seine-Saint-Denis,. Avec l'église Saint-Lucien, elle est le plus ancien monument de la commune.
Appelée aussi Croix Blanche, elle a laissé son nom au passage de la Croix-Blanche, tout à côté, et au carrefour de la Croix-Blanche, qui a disparu.

## Historique

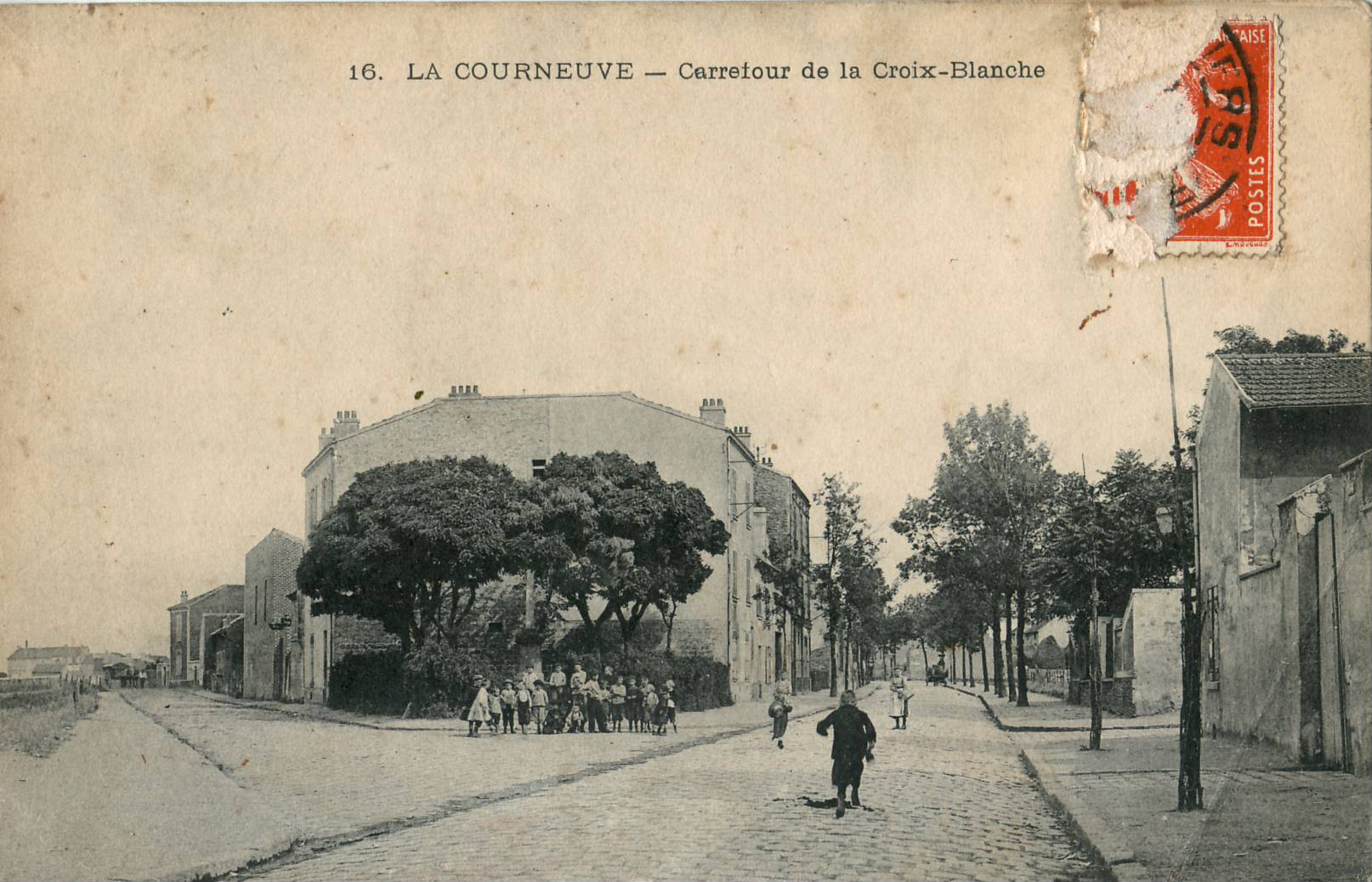
La Courneuve - Carrefour de la Croix-Blanche - Début du XXe siècle.

Elle a été édifiée en 1772 par Pierre-Antoine de Milly, procureur au Châtelet de Paris, au carrefour du chemin de Saint-Denis et de la voie allant de Saint-Lucien à l'ancienne Prévôté, en action de grâces du rétablissement de la santé de sa mère. Le registre paroissial indique qu'elle fut bénie par le curé Veran-Gaultier, le neuf août de cette même année.

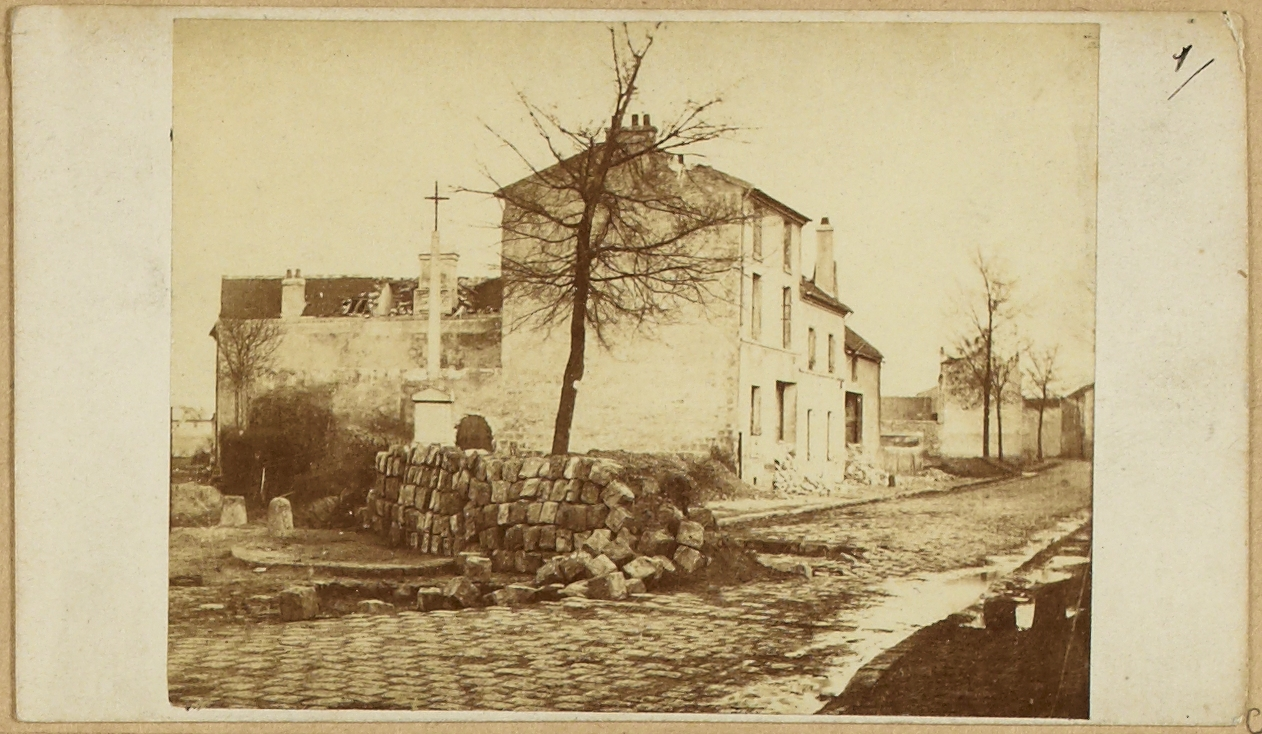
Bureau du télégraphe à la Courneuve, 1871, musée Carnavalet.

Abattue en 1793, elle fut relevée en 1857.
Pendant la guerre franco-prussienne de 1870, des barricades furent élevées à cet endroit afin de barrer le passage vers l'ouest, mais la croix fut épargnée.
En 1899, on lisait encore sur son piédestal, cette inscription:
```
Hoc signo vinces.
Cette croix érigé en MDCCLXXII par 
Messire de Milly
procureur au Châtelet de Paris
Entièrement restaurée
En MDCCCLXVII par
Mr et Mme Pallud
Propriét. à La Courneuve
```

Elle fut à nouveau renversée dans la nuit du 26 au 27 mai 1906, puis relevée et bénie le 3 décembre 1944. Lors de l'aménagement de la ZAC Convention en 1980 et de la construction du commissariat de Police, elle fut provisoirement démontée puis replacée au même endroit.

## Autres croix
Une autre croix de carrefour, la croix d'Aubasset, existait à la Courneuve. Visible sur le plan de Delagrive (1740), et située le long du chemin de La Courneuve au Bourget, elle n'a pas été retrouvée . Par ailleurs, une autre Croix blanche, différente mais visible sur la même carte, se trouvait à Dugny, au carrefour du chemin du Hazeret, du chemin du Bourget et du chemin de Dugny à La Courneuve
.